# 626

## Evenimente
- Primul Asediu al Constantinopolului. Avarii, ajutați de un număr mare de aliați slavi și perși sasanizi nu au izbutit să cucerească capitala bizantinilor.

## Nașteri
- 9 ianuarie: Husayn  (d. 680)

## Decese
- 2 iulie: Li Jiancheng, 36 ani, prinț al dinastiei Tang (n. 589)